# Тръжич (община Добреполе)
Вижте пояснителната страница за други значения на Тръжич.
Тръжич (на словенски: Tržič) е село в Словения, регион Средна Словения, община Добреполе. Според Националната статистическа служба на Република Словения през 2015 г. селото има 28 жители.